# ESC/P
ESC/P (Epson Standard Code for Printers) — язык команд, разработанный Epson, для управления принтерами. Он используется преимущественно в матричных и некоторых струйных принтерах. ESC/P является фактическим стандартом для матричных принтеров и используется другими производителями, иногда в несколько расширенном виде.

## Происхождение
В основе ESC/P лежит передача принтеру управляющих последовательностей, начинающихся с символа ESC (ASCII-код 27). Например,
«ESC E» включит печать полужирным шрифтом, а «ESC F» выключит. Управляющие коды ESC/P также известны как коды Epson LQ, так как стали популярны благодаря серии матричных принтеров Epson LQ.

## Варианты
Существует несколько вариантов ESC/P, поскольку не все принтеры реализуют все команды. Epson отсылает к более поздней версии ESC/P, известной как ESC/P 2. ESC/P 2 обратно совместим с ESC/P, но добавляет коическая печать.
ESC/P-R используется Epson во многих струйных принтерах.
ESC/POS разработан преимущественно для использования в POS оборудовании.

## Современные принтеры
В настоящее время ESC/P используют практически все матричные, и некоторые струйные и лазерные принтеры. Большинство устройств использует стандартизированные языки описания страниц, обычно PCL или PostScript, или проприетарные протоколы, такие как ESC/Page.